# Svetlana Kuzmina
Svetlana Kuzmina (en ruso: Светлана Кузьмина) (Novokúibyshevsk, Rusia, 18 de junio de 1969) es una nadadora retirada especializada en pruebas de estilo braza que representó a la Unión Soviética. Fue subcampeona de Europa en 4x100 metros estilos durante Campeonato Europeo de Natación de 1985 y medalla de bronce en 200 metros braza en el Campeonato Europeo de Natación de 1987.
Participó en los Juegos Olímpicos de Seúl 1988 en las pruebas de 100 y 200 metros braza.

## Palmarés internacional
| Campeonato Europeo de Natación | Campeonato Europeo de Natación | Campeonato Europeo de Natación | Campeonato Europeo de Natación |
| Año                            | Lugar                          | Medalla                        | Prueba                         |
| ------------------------------ | ------------------------------ | ------------------------------ | ------------------------------ |
| 1985                           | Sofia ( Bulgaria)              | Medalla de plata               | 4x100 m estilos                |
| 1987                           | Estrasburgo ( Francia)         | Medalla de bronce              | 200 m braza                    |